# Salutació

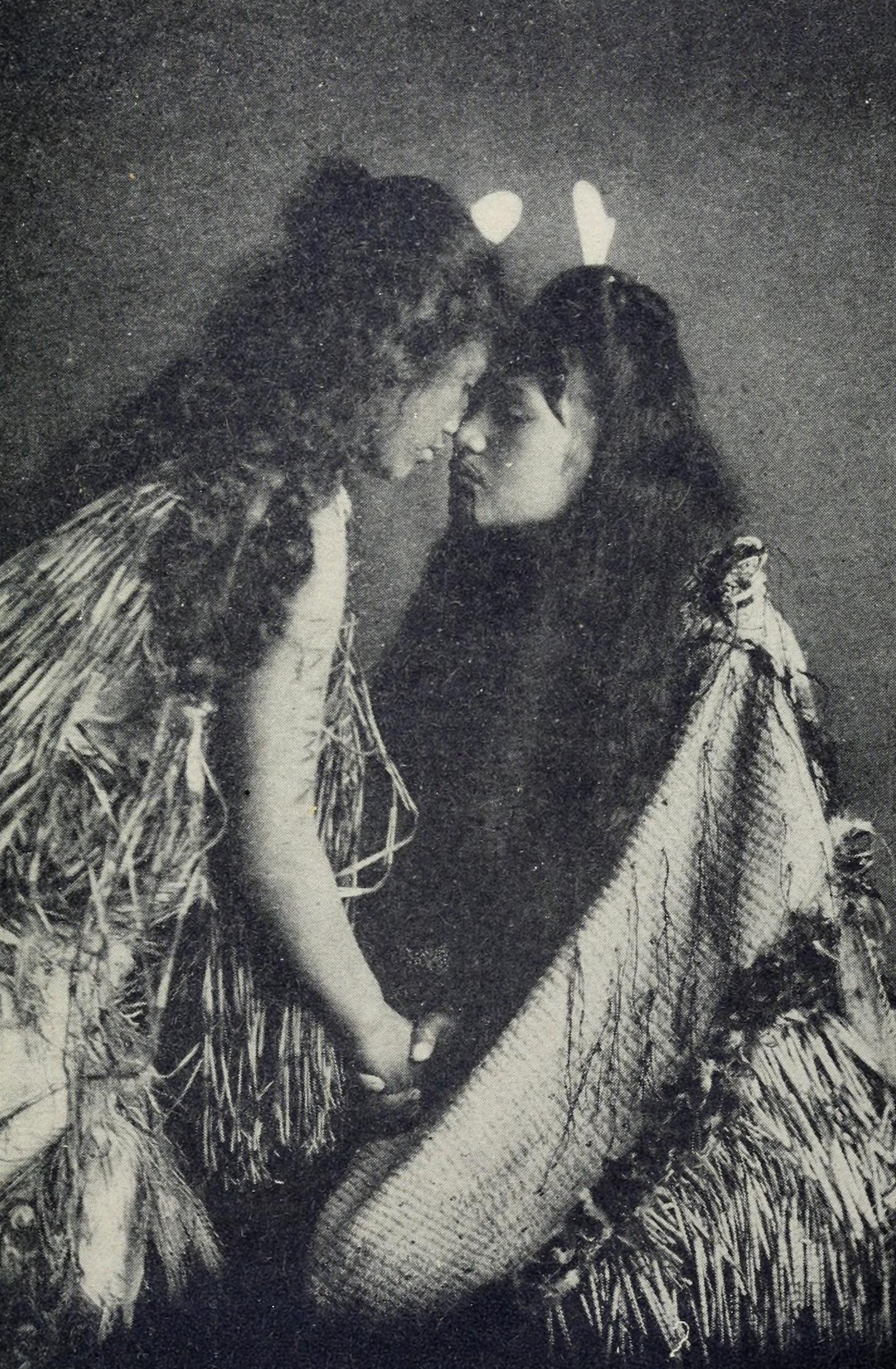
Antiga salutació maori

La salutació o un salut és un gest o una expressió verbal (paraules) usada per a expressar afecte o respecte, generalment quan dues persones es veuen o se separen, o també per a fer notar que es tracta d'una trobada pacífica, o com a desig de salut o bon auguri.
Les salutacions es fan a totes les cultures i canvien segons la relació entre les persones que se saluden. Poden incloure un somriure o altra expressió facial, un o més petons, a la boca o a les galtes, tocar-se la mà, una abraçada, una reverència, una diversos mots, tocar-se o llevar-se el barret, moure el cap, agitar una o les dues mans, alçar un braç, posar la mà plana i de cantó sobre el front (salut militar), etc.
El mot català "salutació" prové del llatí salutatiōne, amb el mateix significat.